# Rock gaúcho
Le rock gaúcho est genre de rock ayant émergé de la région brésilienne de Rio Grande do Sul.

## Caractéristiques
Le terme sert d'abord à désigner le rock de la région du Rio Grande do Sul,. Ses groupes les plus connus, Engenheiros do Hawaii et Nenhum de Nós, ne sont pas particulièrement représentatifs du genre,. Dans les années 2000, il commence à désigner un style de rock mieux défini et sans limite géographique, seulement influencé par le rock gaúcho historique,. Le style est très inspiré de la sous-culture mod, du rock psychédélique et du rockabilly, ainsi que de Jovem Guarda et du tropicalisme. Il est parfois mêlé à du brega, des éléments de musique régionale du Rio Grande do Sul et de la musique autochtone, et est souvent humoristique.

## Histoire

### Origines
Dans les années 1950, le Rio Grande do Sul a de nombreux groupes et événements consacrés à la danse ; avec l'essor du rock 'n' roll aux États-Unis dans les années 1950 et 1960, la scène musicale de la région et particulièrement de Porto Alegre s'en inspire. Des groupes se créent à l'instar de Banda Apache, fondé en 1962 et considéré comme le premier groupe de rock de la région. Avec l'avènement de l'émission Jovem Guarda, de nombreux groupes commencent à s'éloigner des simples reprises pour créer leurs propres chansons,.
Vers la fin des années 1960 et avec l'essor du tropicalisme et du psychédélique, des nouveaux groupes locaux changent d'identité. C'est par exemple le cas de Liverpool, qui se renomme en Bixo da Seda, et du girl group As Frenéticas, qui commencent à faire connaître le rock gaúcho sous ce nom sur la scène musicale nationale. Le genre reste surtout cantonné aux reprises, notamment parce que la région du Rio Grando do Sul n'a pas de salles de concerts et lieux destinés au rock gaúcho en dehors de Porto Alegre.

### Popularisation locale

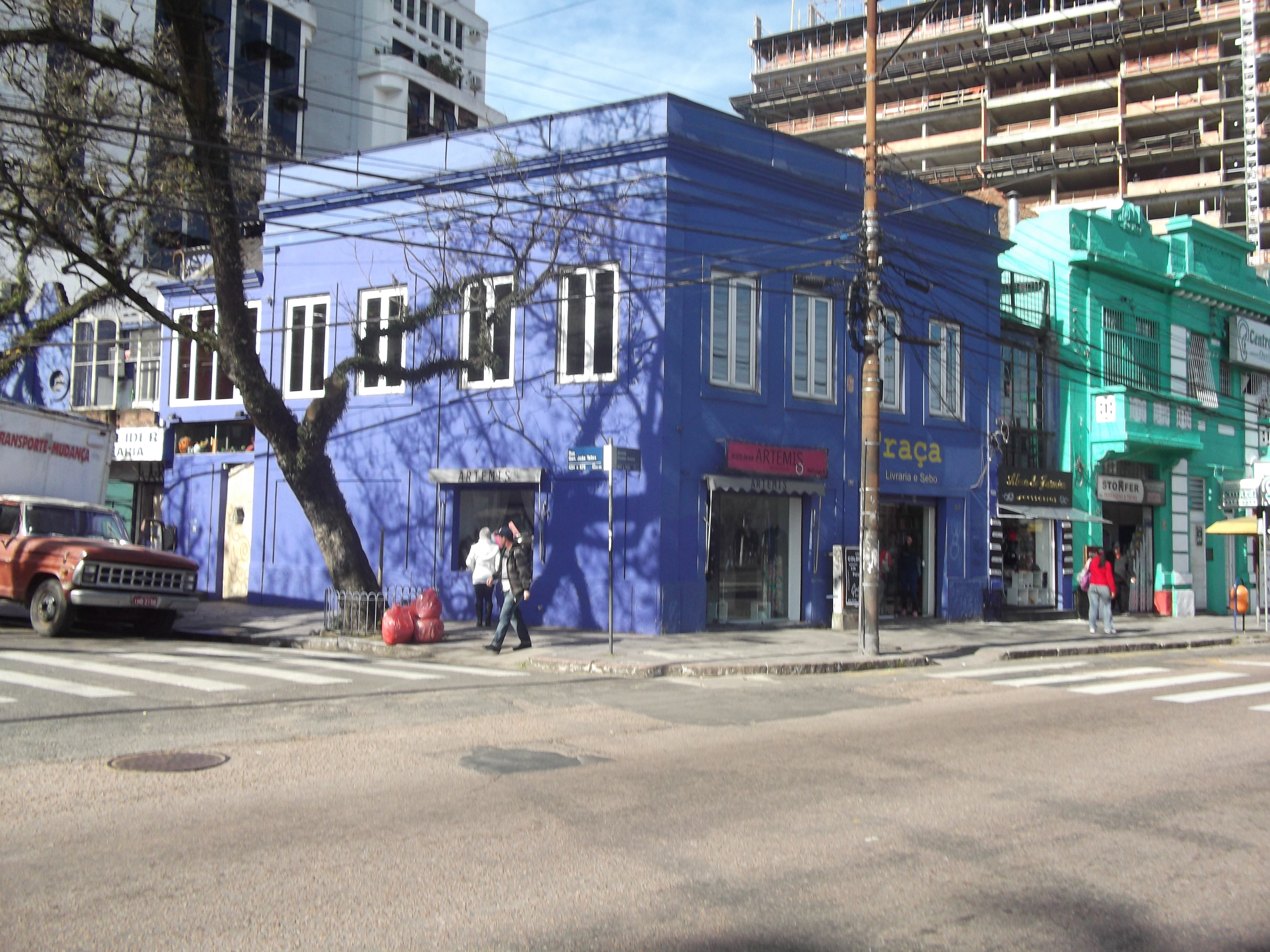
Le Bar Ocidente de Porto Alegre devient un haut lieu du rock gaúcho à partir des années 1980.

Au début des années 1980, le rock brésilien se démocratise et des lieux destinés à la musique ouvrent dans le Rio Grande do Sul. C'est aussi à cette époque que Difusora FM, qui devient la radio Ipanema FM, se met à diffuser du rock et des artistes locaux de la nouvelle génération musicale. Le Bar Ocidente ouvre en 1980 à Porto Alegre et devient rapidement un des principaux lieux du rock alternatif de la région, attirant aussi des artistes internationaux,. Dans le quartier rock de Bom Fim, Madonna, The Cure ou The Smiths apportent également une nouvelle popularité et des nouvelles influences au lieu.

### Expansion sur la scène nationale

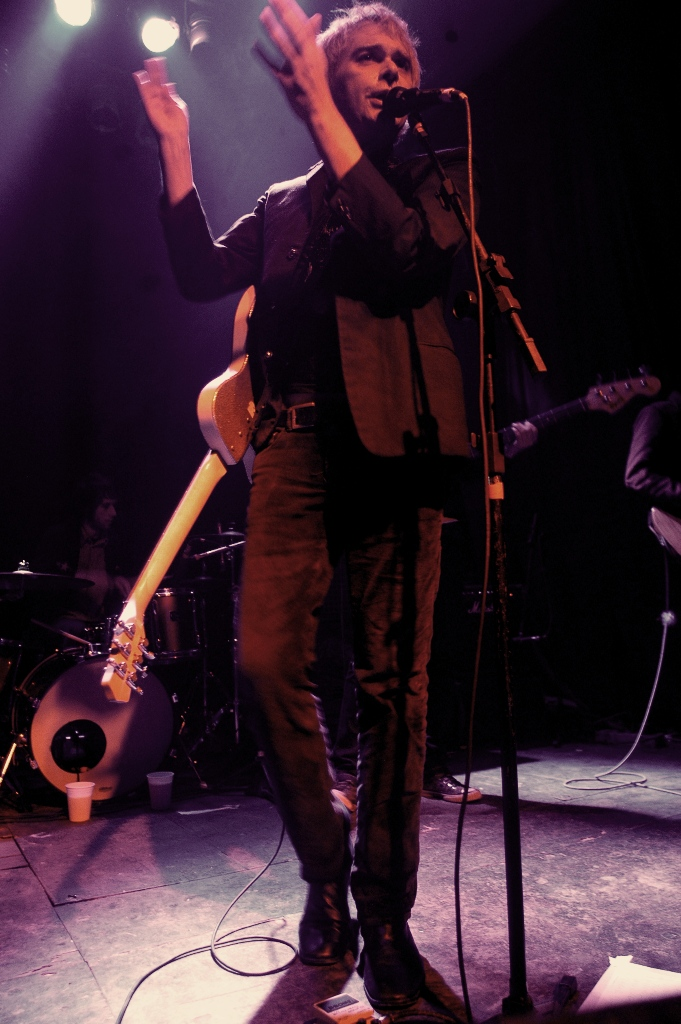
Júpiter Maçã en concert.

Le rock gaúcho explose sur la scène nationale en 1984 et 1985,. Des nouveaux groupes commencent à se produire sur Ipanema FM, dont Taranatiriça, Garotos da Rua, Os Replicantes et Astaroth. En 1984, ces groupes apparaissent dans la compilation Rock Garagem qui rencontre un succès commercial important.
Le 11 septembre 1985 est une date importante du rock gaúcho. Pour la première fois, un festival international, Rock Unificado, est organisé au Gigantinho et rassemble 10 groupes de musique : Prise, Banda de Banda, Os Eles, Garotos da Rua, Os Replicantes, Astaroth, TNT, Engenheiros do Hawaii et Júlio Reny. Le public atteint dix mille personnes, dont Tadeu Valerio qui représente Radio Corporation of America et apprécie suffisamment le concert pour organiser Rock Grande do Sul un peu plus tard avec TNT, Os Replicantes, Garotos da Rua, Engenheiros do Hawaii et DeFalla.
En 1987, le magazine Bizz lance un vote pour élire le meilleur 33 tours du pays : c'est DeFalla qui le remporte avec l'album Papaparty. DeFalla remporte également le prix de meilleur groupe de musique du pays. Le groupe comporte aussi la personne élue deuxième meilleur musicien du pays et le meilleur chanteur du pays. En 1988, le groupe Nenhum de Nós rencontre un grand succès commercial, comme Engenheiros do Hawaii. En 1989, le groupe lance Astronauta de Mármore, une reprise de Starman de David Bowie, qui est certifiée disque d'or. En 1990, l'album O Papa É Pop de Engenheiros do Hawaii se vend en plus de 400 000 exemplaires la première année[réf. nécessaire].

### Déclin
Au début des années 1990 comme partout dans le pays, la musique country prend le pas sur le rock,. Ipanema FM commence à se tourner vers la pop. Le Garagem Hermética devient l'un des derniers lieux où les groupes de rock gaúcho peuvent se produire à partir de 1992.
Les œuvres de l'époque sont le plus souvent indie ou produites par des petits labels. En 1996, Tequila Baby sort un album homonyme, s'inspirant des trois premiers albums des Ramones, et un autre album aux paroles irrévérencieuses. Ces deux albums et la tournée qui suit donnent un nouvel élan au rock du Rio Grande do Sul[réf. nécessaire].
Au début des années 2000, le genre musical voit la consolidation de certains groupes et musiciens déjà connus. En plus d'Ipanema FM et de Rede Atlântida, apparaissent Pop Rock FM et Unisinos FM. Ipanema FM cesse ses activités et devient une webradio en 2015.